# Ґунн-Ріта Дале Флешо
Ґунн-Ріта Дале Флешо (норв. Gunn-Rita Dahle Flesjå, 10 лютого 1973) — норвезька велогонщиця.
Олімпійська чемпіонка 2004 року в маунтінбайку, учасниця 1996, 2008, 2012, 2016 років.